# Fégréac
Fégréac är en kommun i departementet Loire-Atlantique i regionen Pays de la Loire i nordvästra Frankrike. Kommunen ligger i kantonen Saint-Nicolas-de-Redon som tillhör arrondissementet Châteaubriant. År 2022 hade Fégréac 2 257 invånare.

## Befolkningsutveckling
Antalet invånare i kommunen Fégréac
| Referens: INSEE |